# Pandanus candelabrum
Pandanus candelabrum és una espècie de planta tropical que està distribuïda a Àfrica occidental.
Stephen E. Haggerty, geòleg del departament de Ciències de la Terra i el Medi ambient de la Universitat Internacional de Florida a Miami (Estats Units), afirma, en el número de juliol de 2015 la revista Economic Geology, que aquesta espècie de planta és indicadora del lloc on es troben formacions de kimberlita les quals són possibles mines de diamants.